# Acryptolaria disordinata
Acryptolaria disordinata is een hydroïdpoliep uit de familie Lafoeidae. De poliep komt uit het geslacht Acryptolaria. Acryptolaria disordinata werd in 2010 voor het eerst wetenschappelijk beschreven door Peña Cantero & Vervoort. 